# Wladimir Alexandrowitsch Kistjakowski

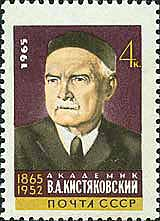
Wladimir Alexandrowitsch Kistjakowski

Wladimir Alexandrowitsch Kistjakowski, ukrainisch Володимир Олександрович Кістяківський, russisch Владимир Александрович Кистяковский (* 30. Septemberjul. / 12. Oktober 1865greg.  in Kiew; † 19. Oktober 1952 in Moskau) war ein ukrainisch-sowjetischer Chemiker (Physikalische Chemie).

## Leben
Er war der Sohn des ukrainischen Rechtswissenschaftlers Oleksandr Kistjakiwskyj und studierte Chemie in Kiew, Sankt Petersburg und Leipzig (bei Wilhelm Ostwald). 1888 wurde er in Sankt Petersburg promoviert und wurde 1896 Privatdozent an der Staatlichen Universität von Sankt Petersburg. 1903 wurde er Professor am Polytechnikum in Sankt Petersburg und ab 1930 war er Leiter des Kolloidchemie-Labors am Metallurgischen Institut in Leningrad. 1934 war er am Institut für Kolloidchemie und Elektrochemie in Moskau.
Kistjakowski befasste sich mit Elektrochemie und Physikalischer Chemie. 1910 stellte er eine Tabelle von Elektrodenpotentialen auf.  Nach ihm ist die Kistjakowski-Regel über den Zusammenhang von kapillarer Steighöhe und relativer Molekülmasse von Flüssigkeiten benannt und die Kistjakowski-Formel über den Zusammenhang von Siedetemperatur und Verdampfungsenthalpie bei Flüssigkeiten. Er befasste sich mit Kolloidchemie, Ionenhydratation (unabhängig von Iwan Alexejewitsch Kablukow) und mit der Theorie der Metallkorrosion. Er erfand ein Verfahren zur Herstellung von Oxidschichten zum Korrosionsschutz (Kistoxidation genannt).
Zu seinen Schülern gehört Nikolai Wassiljewitsch Below.
1914 wurde er zum korrespondierenden Mitglied der Russischen Akademie der Wissenschaften und 1929 zum Vollmitglied der Akademie der Wissenschaften der UdSSR gewählt. Der Ukrainischen Akademie der Wissenschaften gehörte er ebenfalls als Vollmitglied an.

## Familie
Er war der ältere Bruder des Rechtsanwalts und Innenministers des Ukrainischen Staates Ihor Kistjakiwskyj. Der ukrainisch-US-amerikanische Chemiker George Bogdan Kistiakowsky (1900–1982), der eine bedeutende Rolle im Rahmen des Manhattan-Projekts spielte, war sein Cousin.

## Schriften
- Die Elektrodenpotentiale und die elektrochemischen Reaktionen (Russisch), 1910
- Angewandte Physikalische Chemie (Russisch), 1926